# Угорські круглі столи
Угорські круглі столи (угор. Kerekasztal-tárgyalások) — цикл впорядкованих переговорів між владою та опозицією в Угорській Народній Республіці, проведених влітку і восени 1989 року за вже відпрацьованою польською системою. Засідання «круглого столу» за спільним рішенням учасників відбувалися на трьох рівнях: пленарні сесії, відкриті для ЗМІ; політичні переговори між сторонами «круглого столу»; експертні дискусії, присвячені узгодженню деталей угод. За підсумками «круглого столу» були ухвалені рішення щодо внесення змін до конституції Угорщині (майже 100 поправок), зокрема, запровадження багатопартійної системи, створення поста президента країни, ліквідація керівної ролі УСРП щодо уряду та парламенту тощо. Також було ухвалене рішення щодо проведення у 1990 парламентських виборів на багатопартійній основі.
У 1988 році після відставки Генерального Секретаря Угорської Соціалістичної Робітничої Партії Яноша Кадара, правляча верхівка партії почала боротьбу за владу. Наприкінці 1980-х років в Угорщині не було будь-якої організованої опозиції, однак зміна політичного клімату досить швидко спровокувала створення об'єднань опозиційної спрямованості, серед яких можна виділити «Угорський демократичний форум» і «Союз вільних демократів». Молодий опозиційний рух не придушувався режимом, а навіть використовувався у боротьбі за лідерство. На початок 1989 року угорська опозиція являла собою 15 000 осіб у складних відносинах. Об'єднання не чинили впливу на політичне життя країни. Ситуація змінилася після планів влади провести політичну реформу.
На спеціальному засіданні комуністичне керівництво Угорщини доручило секретарю ЦК вийти на опозиційні структури й знайти найбільш зручних для влади партнерів. У цій ситуації опозиціонери ухвалили рішення про створення «Опозиційного круглого столу», натякнувши владі, що їй доведеться мати справу з єдиною структурою. Влада погодилася, а опозиціонери дали зрозуміти, що переговори мають двосторонній характер із правлячою партією.
Результатом переговорів стали домовленості щодо п'яти ключових питань: зміна Конституції, створення Конституційного суду, функціонування багатопартійної системи, проведення багатопартійних виборів Національних зборів, зміни в кримінально-процесуальний кодекс, спрямовані на відокремлення партії та державного апарату. Вільні вибори були призначені на початок березня 1990 року, загальні організаційні та процесуальні питання їхнього проведення так само були визначені за круглим столом.

## Учасники
- Bajcsy-Zsilinszky Társaság (BZST)
- Союз молодих демократів (Fidesz)
- Незалежна партія дрібних господарів (FKgP)
- Демократична Конфедерація вільних профспілок (FSZDL) (як спостерігач)
- Угорський демократичний форум (MDF)
- Угорська Народна партія (MNP)
- Угорська соціал-демократична партія (MSZP)
- Союз вільних демократів (Szabad Demokraták Szövetsége)
- Християнсько-демократична народна партія (KDNP)